# Otočić Mamula
Otočić Mamula är en ö i Montenegro. Den ligger i den sydvästra delen av landet.
Öns högsta punkt är 9 meter över havet. På ön finns en försvarsanläggning.